# Atelopus mindoensis
Atelopus mindoensis (Arlequín de Mindo) es una especie de anfibios de la familia Bufonidae. 
Su hábitat natural incluye bosques tropicales o subtropicales secos y a baja altitud, montanos secos, y ríos.
Está amenazada de extinción por la pérdida de su hábitat natural.

## Distribución geográfica
Es endémica de Ecuador. Habita en las provincias de Pichincha, Esmeraldas y Santo Domingo de los Tsáchilas, entre los 700 y 2200 m sobre el nivel del mar en el lado occidental de la Cordillera Occidental.

## Descripción
Atelopus mindoensis generalmente mide hasta 20 mm para los machos y hasta 30 mm para las hembras.

## Etimología
Su nombre de especie le fue dado en referencia al lugar de su descubrimiento la localidad tipo Mindo un bello pueblo del Ecuador en donde los biólogos Beatriz Moisset y James A. Peters estuvieron en 1965.

## Publicación original
- Peters, 1973 : The Frog Genus Atelopus in Ecuador. Smithsonian Contributions to Zoology, no 145, p. 1-49[7]